# Сима Ћен
Сима Ћен (упрош: 司马迁; трад: 司馬遷; пин: Sīmǎ Qiān, око 145. п. н. е. – 90. п. н. е.) био је кинески писац. Сматра се оцем кинеске историографије. Радио је као префект Царских писара под владавином цара Хан Вудија. Кастриран је након што се замерио цару. У затвору је довршио Шији (Општа историја), књигу у којој је описао све најважније догађаје у Кини од времена легендарног Жутог цара до Хан Вудија. Та књига је својим стилом и приступом материји утицала на историографију не само у Кини, него и у другим земљама источне Азије.
То врло опсежно историјско дело написано је приповедачким стилом врло систематично и читко и хронолошким редоследом. У њему су, уз бројне историјске догађаје, такође дати прикази различитих дворских интрига и догодовштина везаних за тадашње политичке личности и њихову каријеру. Шији се састоји од пет тематских делова. То су:
- царски анали и важнија историјска збивања из разних династијских раздобља,
- хронологија и генеалогија,
- историјски записи из теорије обреда, музике, астрономије и трговине,
- монографије угледних кинеских породица
- седамдесет краћих монографија значајнијих историјских личности.

Ћенов Шији такође осликава начела друштвене етике оног времена. Сима Ћен је несумњиво ненадмашан писац и историчар - отац кинеске историографије - који је био и остао све до данас недостижан узор и недодирљив ауторитет за бројне нараштаје кинеских историчара и приповедача.

## Младост и образовање
Сима Ћен је рођен код Сјајанга у Цуопингји (у близини модерног Ханченга, провинција Шанси) око 145 п. н. е., мада неки извори наводе да је његова година рођења око 135 п. н. е.. Симина прецизна година рођења је још увек предмет дебата. Постоји општа сагласност да је он провео највећи део свог живота током владавине цара Ву, чија је дуга владавина трајала током периода 141-87. п. н. е. Његов отац, Сима Тан, је око 136 п. н. е. био постављен на релативно ниско рангирану функцију „великог историчара” (tàishǐ 太史, alt. „велики писар” или „велики астролог”). Главна дужност великог историчара је била да формулише годишњи календар, идентификујући дане који су били ритуално повољни или неповољни, и да представи календар цару пре новогодишњег дана. Осим ове дужности, велики историчар је исто тако путовао са царом на важне ритуале и бележио је важне догађаје како на двору тако и у земљи. Према сопственом казивању, Сима је могао да „чита старе записе” у својој десетој години и сматрало се да има перспективну будућност као учењак. Сима је одрастао у конфуцијанском окружењу, и увек је сматрао свој историјски рад као чин конфуцијанског филијалног поштовања према свом оцу.
Године 126 п. н. е., при узрасту од око двадесет година, Сима Ћен је започео обимну туру око Кине која је постојала у време Хан династије. Он је започео своје путовање из империјалне престонице, Чанг'ана (модерног града Си'ан), затим је отишао на југ дуж реке Јангцекјанг до Чангша (модерне провинције Хунан), где је посетио локацију на реци Милуо за коју се по традицији сматрало да је место где се древни песник Ћи Јуен удавио. Он је затим отишао да тражи гробнице легендарних владара династије Сја, Ју на планини Сјенглу и Шун на планинама Ђуји (модерни округ Нингјуен у Хунану). Након тога је отишао на север до Хуајина (модерни Хуај'ан, Ђангсу провинција) да види гроб генерала Хан династије Хан Сина, и наставио је северно до Ћуфуа, родног града Конфучија, где је студирао ритуал и друге традиционалне предмете.

## Као службеник Ханског суда
Након његових путовања, Сима је изабран да буде послужитељ палате у влади, чија је дужност била инспекција различитих делова земље са царом Ву 122. п. н. е. Сима се млад оженио и имао је једну ћерку. Године 110 п. н. е, у својој тридесет петој години живота Сима Ћен је послат на запад на војну експедицију против неких „варварских” племена. Те године, његов отац се разболео услед потресености што није био позван да присуствује царском Фенг жртвовању. Сумњајући да је његово време на измаку, он је позвао свог сина кући да заврши историјски посао који је започео. Сима је желео да прати Анале пролећа и јесени — прве хронике у историји кинеске књижевности. Подстакнут инспирацијом свог оца, Сима Ћен је започео да прикупља материјале, који су постали познати као колекција Записа великих историчара, 109. године п. н. е. Посао је завршио око 94. године п. н. е. Три године након смрти свог оца, Сима Ћен је преузео положај свог оца као судски астролог. Године 105. п. н. е. Сима је био међу научницима који су изабрани да реформишу календар. Као виши царски званичник, Сима је такође био у позицији да пружа савете цару по општим државним питањима.

### Ли Линг афера
Године 99 п. н. е, Сима Ћен је постао уплетен у Ли Линг аферу, где су Ли Линг и Ли Гуангли, два војна официра који су водили кампању против Сјунгнуа на северу, били поражени и затим заробљени. Цар Ву је приписао пораз Ли Лингу, и сви државни званичници су се касније придружили осуди. Сима је био једина особа која је бранила Ли Линга, који никад није био његов пријатељ али кога је поштовао. Цар Ву је интерпретирао Симину одбрану Лиа као напад на његовог шурака, Ли Гуанглија, који се исто тако борио против Сјунгну народа без већег успеха, те је осудио Симу на смрт. У то време извршење је могло да буде замењено било за новац или кастрацију. Пошто Сима није имао довољно новца да искупи свој „злочин”, он је изабрао потоњу опцију и био је бачен у затвор, где је провео три године. Он је овако описао свој бол: „Кад видите тамничара понизно дотакнете земљу својим челом. При самом погледу на његове подређене сте заплењени страхом ... Такво понижење никада не може бити обрисано.” Сима је назвао своју кастрацију „најгором од свих казни”.
Године 96 п. н. е, по његовом пуштању из затвора, Сима је одабрао да живи као дворски евнух да би завршио своје историје, уместо да изврши самоубиство, како се очекивало од једног господина-учењака, који је био осрамоћен кастрацијом. Сима Ћен сам објаснио у свом Писму Жен Ан своје ставове:
Ако чак и најнижи роб и судоперска служавка могу да почине самоубиство, зашто неко попут мене не би могао да уради оно што се морало учинити? Међутим разлог из којег ја нисам одбио да подносим ове недаће и што сам наставио да живим, обитавајући у ништавности и руглу без окончавања свог постојања, је да сам туговао за стварима у свом срцу које нисам могао потпуно да изразим, и што ме је била срамота и да помислим да након мог одласка, моји списи неће бити познати потомству. Прекобројни су и за побројавање људи античких времена који су били богати и племенити, али чија имена су ипак ишчезла. Само су они који су били способни и одлучни, истински изванредни људи, они чија се имена и даље памте. ... Ја сам се исто тако усудио да не будем скроман већ да се посветим свом бескорисном писању. Прикупио сам и спојио на једном месту старе традиције света које су биле расуте и изгубљене. Прегледао сам дела и догађаје из прошлости и истраживао принципе иза њихових успеха и неуспеха, њиховог успона и распада, у стотину и тридесет поглавља. Желео сам да испитам све оно што се тиче небеса и човека, да продирем у промене прошлости и садашњости, комплетирајући све као рад једне породице. Али пре него што заврших свој груби рукопис, сусретох се са овом бедом. Жаљење што дело није завршено је разлог што пристадох на ову екстремну казну без кивности. Кад истински завршим овај рад, одложићу га на познату планину. Ако би се могао уручити људима који би га ценили, и ако би продро у села и велике градове, онда и кад бих испаштао хиљаду сакаћења, какву жалбу бих ја могао имати?— Сима Ћен, превод Бертон Вотсон

## Записници великог историчара
Док су стил и форма кинеских историјских писања варирали кроз векове, Записници великог историчара (Шиђи) је дефинисао квалитет и стил од тада па надаље. Пре Симе, историје су писане као одређени догађаји или одређени периоди историје држава; његова идеја о општој историји утицала је на касније историографе као што је Џенг Ћао (郑樵) при писању рада Тингџи и Симу Гуанг при писању рада Циџи Тунгђен. Кинеска историјска форма династијске историје, или Ђиџуанти историје династија, је била кодификована у другу династијску историју Бан Гуовим радом Књига Хана, али историчари сматрају Симин рад својим моделом, који се назива „званичним форматом” историје Кине. Шиђи се састоји од 130 поглавља која садрже пола милиона знакова.

Сима је био под великим утицајем Конфучијевог дела Анали пролећа и јесени, које је на површини сажета хронологија догађаја током владавине дванаест војвода Лу од 722. до 484. п. н. е. Многи кинески научници су сматрали и још увек сматрају начин на који је Конфучије уредио своју хронологију као идеалан пример како треба писати историју, нарочито у погледу тога шта је он одабрао да укључи и искључи; и његов избор речи у виду исказивања моралних судова. Гледано у том светлу, Анали пролећа и јесени су морални водич правилног начина живота. Сима је образложио своје гледиште на следећи начин: 
Оно [Анали пролећа и јесени] издваја шта је сумњиво и несигурно, разјашњава исправно и погрешно, и решава тачке које су неизвесне. Оно назива добро добрим и лоше лошим, одаје почаст достојном, и осуђује недостојно. Оно очувава стања која су изгубљена и обнавља нестајућу породицу. Оно открива то што је запостављено и повраћа оно што је напуштено.
 Сима је сматрао да је Шиђи био у истој традицији, и то је објаснио у свом уводу у поглавље 61 Шиђија, где је написао:
 „Неки људи кажу 'То је небески пут, без разликовања особа, да би одржали добро вечито доступним.' Можемо ли онда рећи да су Боји и Шући
били добри људи или не? Они су се држали правдољубивости и били су чести у својим делима ... ипак су умрли од глади ... Разбојник Чих је дан за даном убијао невине људе, правеће млевено месо од њих … Али на крају он је живео до велике старости. Којом врлином је он то заслужио? … Налазим себе у великој недоумици. Да ли је овај такозвани 'небески пут' исправан или не?”
 Да би решио овај теодички проблем, Сима је тврдио да док зли могу да буду успешни и добри могу да испаштају у њиховом времену, историчар осигурава да на крају добри тријумфују. За Симу, писање историје није било само антикварска потрага, него је био прилично виталан морални задатак, јер је историчар „презервирао меморију”, и тиме осигуравао коначну победу добра над злом. У том смислу, Сима пише:
 „Су Чин и његова два брата сви су се прославили међу феудалним господарима као путујући стратези. Њихова политика је стављала велики нагласак на стратегијама и смени моћи. Али зато што је Су Чин умро издајничком смрћу, свет се ујединио у његовом изругивању и невољности проучавања његових политика … Су Чин је потекао из најскромнијих корена, и доспео да води шест држава у Вертикалном савезу, и то је доказ да је поседовао интелигенцију која превазилази обичну особу. Из тог сам разлога ја поднео овај извештај о његовим делима, уредивши их у правилном хронолошком редоследу, тако да он заувек не трпи од зле репутације и остане познат по ничему другом.”
 Такав морализирајући приступ историји са историчарем који руководи добром и злом ради пружања поука садашњости може да буде опасан по историчара, јер се државна срџба може сручити на историчара, као што се догодило самом Сими. Као такав, историчар је морао пажљиво да гази и често да исказује своју пресуду заобилазним путем осмишљеним да превари цензуру. Сам Сима у закључку сто десетог поглавља Шиђија је декларисао да је он писао у тој традицији. Он је изјавио:
„Кад је Конфучије написао Анале пролећа и јесени, он био је веома отворен у третирању владавина Јина и Хуана, раних војвода од Луа; али када је дошао у каснији период војвода Динга и Аја, његово писање је било много прикривеније. Пошто је у каснијем случају он писао о својим сопственим временима, он није искрено изразио своје пресуде, већ је користио суптилан и предострожан језик.”
 Имајући ово на уму, не може се све што је написао Сима, схватити као саопштавање дидактички моралних лекција. Међутим, неколико историчара је напоменуло да делови Шиђија, као што је онај где је Сима ставио своју секцију о Конфучијевој употреби индиректног критицизма у делу књиге који се бави Сјунгну „варварима”, можда указују на његово неодобравање спољне политике цара Ву.
У писању Шиђија, Сима је иницирао нови стил писања путем представљања историје у виду серије биографија. Његово дело се протеже на 130 поглавља — не у историјској секвенци, него подељених на одређене предмете, укључујући анале, хронике, и трактате — о музици, церемонијама, календарима, религији, економији, и продужене биографије. Симино дело је исто тако утицало на стил писања других историчара изван Кине, као што је Горјо (корејска) Историја три краљевства. Сима је адаптирао нови метод класификовања историјских података и нов приступ писању историјских записа. На почетку Шиђија, Сима се прогласио следбеником Конфучијевог приступа у Аналектима који намерава да „пуно чује али да остави по страни оно што је сумњиво, и да говори с дужном опрезношћу у погледу остатка”. Одражавајући ове строге аналитичке методе, Сима је изјавио да неће писати о историјским периодима у којима није било довољно документације. У такве спадају, писао је Сима „доба пре династије Чин које је сувише далеко, и материјал о њима је превише оскудан да би дозволио да се они детаљно прикажу овде”. На исти начин, Сима је одбацио тврдње у традиционалним записима који су били „смешни”, као што је заваравање да би принц Тан могао употребом магије учинити да из облака падају зрна и да коњима порасту рогови. Сима је константно упоређивао тврдње наведене у рукописима са оним што је сматрао поузданим изворима, као што су Конфучијански класици попут Књига поезије, Књига историје, Књига обреда, Књига музике, Књига промена и Анали пролећа и јесени. Кад би Сима наишао на причу која се не би могла проверити користећи конфуцијанске класике, он би систематски поредио информације са другим документима. Сима је поменуо најмање 75 књига које је он користио за унакрсно испитивање. Осим тога, Сима је често испитивао људе о историјским догађајима које су искусили. Сима је поменуо након једног од његових путовања кроз Кину да: „Када сам имао прилику да прођем кроз Фенг и Беји, испитивао сам старије људе који су били повезани тим местом, посетио старе куће Сјао Хе, Цао Цан, Фан Куај и Сјахоу Јинг, и научио пуно о старим временима. Колико је другачије то било од прича које се могу чути!” Одражавајући традиционално кинеско поштовање према узрасту, Сима је изјавио да преферира да интервјуише старе особе, јер је сматрао да су они највероватнији да му дају тачне и истините информације о томе што се догодило у прошлости. Током једног од ових путовања, Сима је споменуо да је био надјачан емоцијама када је видео Конфучијеве кочије заједно са његовом одећом и разним другим личним предметима који су припадали Конфучију.
Упркос његовог веома великиг дуга према конфуцијанској традицији, Сима је био иноватор на четири начина. Може се почети с тим да се Сима бавио историјом целокупног познатог света. Претходни кинески историчари су имали фокус на само једну династију и/или регион. Симина историја у 130 поглавља почиње са легендарним Жутим царом и протеже се до његовог сопственог времена, и покрива не само Кину, већ и суседне нације као што су Кореја и Вијетнам. У том погледу, Сима је био значајан као први кинески историчар који је третирао народе који су живели северно од Великог зида као што су Сјунгну као људска бића која су имплицитно једнака са Средњим краљевством, уместо традиционалног приступа којим су Сјунгну портретисани као дивљаци који имају изглед људи, али ум животиња. У његовим коментарима о Сјунгну народу, Сима се уздржава од евоцирања тврдњи о урођеној моралној супериорности Хана над „северним варварима”, што су била стандардна реторичка становишта кинеских историчара тог периода. На исти начин, Сима у свом поглављу о Сјунгнима осуђује оне саветнике који се залажу за „експедитивност тренутка”, што је саветовање цара да спроводи политике као што су освајања других народа чиме се стичу краткотрајни тренуци славе, али се оптерећује држава енормним финансијским и често људским трошковима држања освојене земље. Сима се упуштао у индиректно критиковање саветника цара Вуа, који су га подстицали да води политику агресије према Сјунгнима и да освоји све њихове земље, политику којој се Сима очигледно супротстављао.